# 天玉镇
天玉镇，是中华人民共和国江西省吉安市青原区下辖的一个乡镇级行政单位。

## 行政区划
天玉镇下辖以下地区：
临江社区、岭上村、流坊村、桥上村、塘尾村、平湖村、田心村和邱家村。